# Blanche Barkly
Blanche Barkly était une pépite d'or trouvée à Kingower, dans l’état de Victoria, nommé d’après le nom de la fille du gouverneur de la colonie à l'époque. Pesant 1743 oz (49,4 kg), elle fut découverte le 27 août 1857 à une profondeur de 4 m par Samuel et Charles Napier et, Robert et James Ambrose. C'était, à l'époque, la plus grosse pépite d'or jamais découverte et reste la troisième plus grosse découverte. La pépite mesurait 71 cm de long, 25 cm de large et avait une épaisseur variant de 2,5 à 5 cm. Elle fut évaluée entre 8 000 et 10 000 £ au moment de sa découverte. Sam Napier rapporta qu'elle avait été emmenée en Angleterre et exposée au Crystal Palace, que le British Museum aviat fait une réplique et qu'elle avait finalement été achetée par la Banque d'Angleterre pour environ 12 000 £ (équivalent à 1 323 756 £ en 2019) et fondue pour fabriquer environ 10 000 souverains.